# Borówna
Borówna – wieś w Polsce położona w województwie małopolskim, w powiecie bocheńskim, w gminie Lipnica Murowana.
W latach 1975–1998 miejscowość administracyjnie należała do województwa tarnowskiego.

## Części wsi
| SIMC    | Nazwa       | Rodzaj    |
| ------- | ----------- | --------- |
| 1000189 | Centrum     | część wsi |
| 0821719 | Granice     | część wsi |
| 0821725 | Krasna Góra | część wsi |
| 0821731 | Nadole      | część wsi |
| 0821748 | Pagórek     | część wsi |
| 0996940 | Podpagórcze | część wsi |
| 0821754 | Skręć       | część wsi |

## Położenie i krajobraz
Wieś położona jest na obszarze Pogórza Wiśnickiego, w kierunku na południowy wschód od Nowego Wiśnicza. Krajobraz typowy dla pogórza – kopulaste wzniesienia o łagodnych zboczach, zalesionych w górnych partiach, poprzecinane głębokimi parowami potoków. Wśród wzniesień wyróżnia się znajdująca się na granicy z Chronowem Kobyla Góra (361 m n.p.m.) Wszystkie płynące przez wieś potoki znajdują się w zlewni Uszwicy.

## Turystyka i przyroda
- Brak przemysłu, rolnictwo (głównie tradycyjne) oraz walory krajobrazowe i przyrodnicze zadecydowały o włączeniu terenu wsi do Wiśnicko-Lipnickiego Parku Krajobrazowego. Na Kobylej Górze, według podań, znajdować się miała w zamierzchłej przeszłości pogańska świątynia Swaroga. Dużą atrakcją przyrodniczą wsi jest pomnik przyrody Skałki Chronowskie – skałki wychodnie w szczytowych partiach Kobylej Góry. W przeszłości prowadziła do niego ścieżka dydaktyczna, obecnie zniszczona.
- W bliskiej okolicy znajdują się również inne bardzo ciekawe obiekty chronionej przyrody: grupa oryginalnych dużych głazów Kamienie Brodzińskiego w Lipnicy Górnej i rezerwat przyrody Kamień-Grzyb w Połomiu Dużym.

Przez teren wsi prowadzi znakowany szlak turystyki rowerowej gminy Lipnica Murowana.

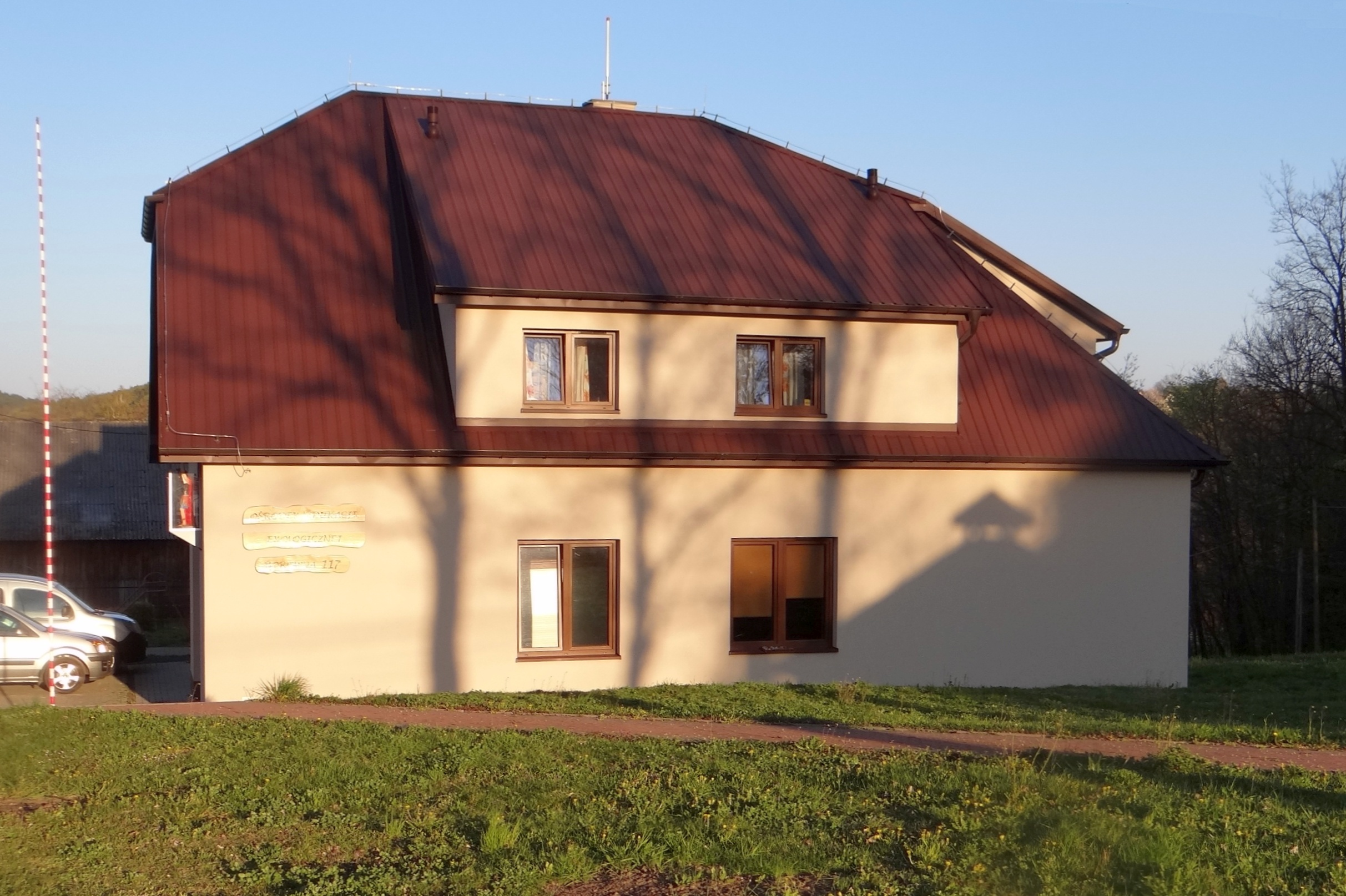
Centrum edukacji ekologicznej